# Primo Nebiolo
Primo Nebiolo (n. 14 iulie 1923, Torino, Italia – d. 7 noiembrie 1999, Roma, Italia) a fost un oficial al sportului. Cunoscut mai cu seamă pentru funcția de președinte al Asociației Internaționale de Atletism, funcție pe care a deținut-o în perioada 1981 - 1999.